# Robert N. McClelland
Robert Nelson McClelland (20 de novembro de 1929 – 10 de setembro de 2019) foi um cirurgião americano. Em 22 de novembro de 1963, ele trabalhou sem sucesso para salvar a vida do presidente John F. Kennedy após ele ter sido mortalmente baleado, e dois dias depois, a vida do assassino de Kennedy, Lee Harvey Oswald.

## Início da vida e educação
Robert Nelson McClelland nasceu em 20 de novembro de 1929, em Gilmer, Texas. Seu pai, Robert, era açougueiro, e sua mãe, Verna McClelland (nascida Nelson), trabalhava para uma agência federal de assistência. Ele se formou na Universidade do Texas em Austin em 1950 e na University of Texas Medical Branch em 1954.

## Carreira
McClelland foi um oficial médico na Força Aérea dos Estados Unidos por dois anos e ficou estacionado no exterior na Alemanha por um tempo. Depois de completar uma residência no Parkland Memorial Hospital, ele foi contratado como membro do corpo docente do Centro Médico do Sudoeste da Universidade do Texas. Sua especialidade era em cirurgia relacionada ao fígado, pâncreas e via biliar.
Em 1974, McClelland criou e foi o primeiro editor do muito bem-sucedido Selected Readings in General Surgery, com o objetivo de apresentar aos estudantes e cirurgiões os artigos mais úteis de periódicos médicos, atualmente publicados pelo Colégio Americano de Cirurgiões. Após 45 anos no corpo docente do Southwestern Medical Center, McClelland se aposentou em agosto de 2007. Em setembro de 2007, foi nomeado Professor Emérito de Cirurgia no UT Southwestern Medical Center, permanecendo envolvido no ensino de estudantes de medicina.

### Assassinato de John F. Kennedy e consequências
Em 22 de novembro de 1963, McClelland estava trabalhando no Parkland Memorial Hospital em Dallas, Texas, quando o presidente John F. Kennedy foi trazido gravemente ferido. Apesar dos esforços dos três cirurgiões presentes, McClelland, Malcolm Perry e Charles R. Baxter, ele morreu logo após chegar. McClelland foi o único membro da equipe cirúrgica de Kennedy que apoiou a ideia de que Kennedy havia sido baleado pela frente, daí a ideia de que havia um segundo atirador.
Dois dias depois, McClelland viu no noticiário que o assassino de Kennedy, Lee Harvey Oswald, havia sido baleado. McClelland imediatamente voltou ao hospital. Junto com Tom Shires, McClelland trabalhou sem sucesso para salvar a vida de Oswald, pois ele foi declarado morto duas horas após ser baleado. McClelland preservou sua camisa manchada de sangue da tentativa de salvar o presidente Kennedy pelo resto de sua vida.

## Vida pessoal e morte
McClelland se casou com Connie Logan em maio de 1958. Ela era a enfermeira-chefe do Parkland Memorial Hospital, e os dois também frequentavam a mesma igreja. Eles tiveram duas filhas e um filho. McClelland gostava de ler e insistia em ter uma estante de livros em cada cômodo de sua casa.
McClelland morreu de insuficiência renal em 10 de setembro de 2019, em uma casa de repouso em Dallas. Ele tinha 89 anos.

## Honras
Em 1990, McClelland tornou-se o homônimo da Palestra Robert N. McClelland da Sociedade Cirúrgica Parkland.